# Kika Superbruja y Dani: El cumple de Dani
Kika Superbruja y Dani: El Cumple de Dani (Hexe Lilli feiert Geburtstag en alemán) es un cuento infantil escrito por el escritor alemán Knister. Es el número 2 de la serie de libros de Kika Superbruja y Dani, escrita toda por Knister.

## Argumento
Kika es una niña que posee un libro de conjuros con el que puede hacer cosas increíbles. Su hermano pequeño Dani está muy nervioso porque quedan muy pocos días para su cumpleaños. Entonces la madre de Kika y Dani recibe una carta para dar un curso informático justo el día de la fiesta del cumpleaños de Dani. Kika se preocupa, pues su padre tiene que viajar ese día. Kika se ofrece para organizar ella la fiesta con ayuda de su tía Elisa.
El día del cumpleaños de Dani la tía Elisa se pone muy pesada diciendo a los niños que se laven las manos, que no corran, hagan ruido, y Kika usa un conjuro para dormirla. Después usa un conjuro para que aparezca un cerdo de verdad y otro para que los peluches estén vivos, y la fiesta es un éxito. Cuando llega su madre la felicita por haber organizado una fiesta tan buena.